# AT&T T-16
AT&T T-16 (auch T-16 oder DirecTV-16) ist ein kommerzieller Kommunikationssatellit von DirecTV.

## Missionsverlauf
Der Satellitenbetreiber DirecTV beauftragte Airbus Defence and Space im Herbst 2016 mit der Fertigung eines neuen Kommunikationssatelliten für deren Flotte. Dieser Satellit, DirecTV-16 wurde noch vor dem Start in AT&T T-16 umbenannt, da DirecTV von AT&T übernommen worden war. Der Start erfolgte am 20. Juni 2019 auf einer Ariane-5-Trägerrakete vom Raumfahrtzentrum Guayana zusammen mit Eutelsat 7C in einen geostationären Transferorbit. Der Satellit löste sich nach 26 Minuten von der Raketenoberstufe.
AT&T T-16 besitzt 5 geostationäre Positionen, welche er regelmäßig wechselt. Diese liegen zwischen 99,2° und 119° West. Von diesen kann er in den Vereinigten Staaten, Alaska, Hawaii und Puerto Rico empfangen werden.

## Technische Daten
Airbus Defence and Space baute den Satelliten auf Basis ihres Eurostar-3000-Satellitenbusses. Er ist mit leistungsstarken Ka-Band- und Ku-Band-Transpondern ausgestattet und wird durch zwei große Solarpanele und Batterien mit Strom versorgt. Das Raumfahrzeug ist dreiachsenstabilisiert und besitzt eine geplante Lebensdauer von 15 Jahren.